# Max Oberrauch
Max Oberrauch (Bolzano, 26 aprile 1984) è un ex hockeista su ghiaccio e allenatore di hockey su ghiaccio italiano, di ruolo attaccante.

## Carriera

### Club
Dopo essersi formato in patria presso il Bressanone-Brixen e in Svezia con la formazione U18 del Modo Hockey, Max Oberrauch trascorse due stagioni a Torino, prima con l'HC Torino, formazione allora affiliata ai Milano Vipers, e successivamente all'HC Torino-Valpe che per quell'anno si fuse con l'HC Valpellice. Nell'estate del 2004 passò ai Milano Vipers esordendo così in Serie A. Nel corso della sua permanenza vinse lo scudetto nella stagione 2004-2005 e una Coppa Italia.
A metà stagione, nel mese di dicembre, Oberrauch scelse di tornare in Alto Adige vestendo la maglia del Val Pusteria. Nel corso della prima stagione completa con la formazione giallonera Oberrauch fu autore di 13 reti e 18 assisti in 35 partite di stagione regolare, meritando la riconferma nella rosa per gli anni successivi. Nella stagione 2009-2010 si rese autore di 47 punti nel corso della stagione regolare, conquistando la convocazione in nazionale per i mondiali e un ulteriore rinnovo contrattuale con il Val Pusteria.
Nella stagione 2010-2011 vinse la seconda Coppa Italia in carriera e arrivò in finale scudetto contro l'HC Bolzano, mentre nel settembre dello stesso anno si aggiudicò con il Val Pusteria la Supercoppa italiana continuando il rapporto con la formazione altoatesina per la settima stagione consecutiva. Nella stagione 2011-2012 fu uno dei migliori marcatori della propria squadra con 48 punti ottenuti nella stagione regolare.
Nel maggio 2021 lasciò il Val Pusteria, dopo oltre 15 anni, trovando poi l'accordo con il Gherdëina.
Ha militato coi gardenesi per due stagioni, prima di annunciare il ritiro, nell'agosto del 2023, per allenare la squadra under-19 del Val Pusteria.
Nella stagione successiva ha guidato la seconda squadra del Val Pusteria, in terza serie.

### Nazionale
Dopo aver militato nelle rappresentative giovanili all'inizio degli anni 2000, Max Oberrauch fece il proprio esordio con la maglia della Nazionale italiana nella stagione 2003-2004 disputando 5 amichevoli. Nel 2010 prese parte al campionato mondiale disputato in Germania.

## Vita privata
Anche il fratello maggiore Arno ed il fratello minore Felix sono giocatori di hockey su ghiaccio.
È cognato del giocatore svedese Jonas Almtorp.

## Palmarès

### Club
- Campionato italiano: 1

Milano Vipers: 2004-2005
- Coppa Italia: 2

Milano Vipers: 2004-2005
Val Pusteria: 2010-2011
- Supercoppa italiana: 3

Val Pusteria: 2011, 2014, 2016